# Хорунжа школа імені Миколи Сціборського
Хорунжа школа імені Миколи Сціборського – волонтерський освітній проект, спрямований на національно-патріотичне виховання та додаткову підготовку офіцерів по роботі з особовим складом.
Перший курс школи був відкритий 20 листопада 2017 року у місті Маріуполь. Першими курсантами були офіцери полку «Азов», роти «Східний Корпус» та ветерани українських добровольчих батальйонів.
До проекту були залучені виключно викладачі з науковими ступенями, в тому числі група викладачів дніпровських вишів, які вже пропонували командуванню ЗСУ систему реформування роботи з особовим складом в армії, але отримало відмову. Значна частина викладачів була учасниками бойових дій.
Навчання першого курсу тривало 33 дні, протягом якого курсанти мали змогу ознайомитися як з цивільними предметами, пов'язаними з роботою з особовим складом (національно-патріотичне виховання, риторика тощо), так і з військово-прикладними дисциплінами (військова педагогіка, військова психологія, військова історія, фізичне виховання, рукопашний та ножовий бій, вогнева підготовка).
Після закінчення курсу випускники отримують дипломи, а їх підрозділи — окремі хоругви, відзнаки та спеціальні значки. Отже, після хорунжого курсу у кожного підрозділу з'являться власний бойовий прапор (хоругва) і людина, яка буде за нього відповідати (хорунжий).
Перший випуск школи відбувся 22 грудня 2017 року.